# Sambuugiin Serchmaa
Sambuugiin Serchmaa, (Mongol cirílico: Самбуугийн Сэрчмаа / Mongol tradicional: ᠰᠠᠮᠪᠦᠦᠭᠢᠢᠨ ᠰᠡᠷᠴᠮᠠᠠ/ Chino: 斯日其玛 ) más conocida como Serchmaa, es una cantante mongola de M-pop y violinista, que debutó en la escena musical en el año 2000. Desde entonces, ha publicado varios álbumes y ha dado diversos conciertos y giras tanto en su Mongolia natal como en otros países vecinos.

## Biografía
Serchmaa, nacida en Ulan-Bator el 21 de mayo de 1982, comenzó a tener contacto con la música cuando tenía solamente seis años. Fue en ese momento cuando aprendió a tocar el violín. Después de terminar sus estudios de secundaria y de graduarse posteriormente en la Universidad Nacional de Mongolia, decidió dar inicio a su actividad musical.

### Carrera
Entre 1997 y 1998, Serchmaa formó parte del grupo vocal femenino Emotion, que había tenido cierta notoriedad a finales de los años 90, sin embargo, poco después la joven fue conociendo a diversos productores y compositores que preferían producir para ella en solitario.
En 1999, la joven vocalista dio su primer recital, donde fue descubierta por el prominente productor C. Chinbaa, y por la cantante Sarantuya, que la definió como "una joven dueña de un bello rostro y de una gran voz que tenía mucho que decir". Dos años después, autopublicó su primer disco titulado "Gantshan chinnih", que la dio a conocer ante el gran público.
Después de su debut, Serchmaa fue ganando cada vez más reconocimientos y en el año 2002, publicaría Sally, su álbum más exitoso que contenía una canción muy popular titulada "Erkh Saran" (Luna enigmática). De ese mismo álbum se desprendería otra canción de gran éxito, titulada "Angir eej" (Querida madre), una balada nostálgica con tintes tradicionales que provocó, que por primera vez, la cantante fuera invitada por la emisora provincial de Mongolia Interior, en China, para cantar en la gala de año nuevo. Desde entonces, la cantante no sólo dio conciertos en su país y en China, sino también en países como Japón, Corea del Sur, Gran Bretaña y Rusia.

### Vida en China
Después de su primera aparición en China en el año 2002, Serchmaa, fue invitada a cantar en la gala de año nuevo de la emisora de Mongolia interior desde entonces hasta el año 2009. También fue invitada para cantar en la gala de apertura del festival de música tradicional de Nanning, en la provincia de Guangxi. Mientras continuaba con su carrera musical, estudió Filología China en la Universidad de Pekín, aprendió mandarín y empezó a grabar sus primeras canciones en chino. Fue en ese país donde conocería a su pareja sentimental, un empresario proveniente de Mongolia interior con el que se casaría un año después.
En el año 2009, la cantante grabó el disco "Tsagaan sunii domog", que fue publicado en Mongolia y en China.

### Siguientes proyectos
A pesar de pasar mucho tiempo en China, Serchmaa, sigue visitando su país natal con frecuencia y participa en diversos eventos musicales. En el año 2019, participó junto a la cantante Altantsetseg, en una gira por diversas localidades de Mongolia que arrangó en el aimag de Uvs y que terminó en la desértica ciudad de Mandalgobi.

## Discografía

### Álbumes de estudio
- Gantshan chinnih (2001)
- Sally (2002)[2]
- Sally-2 (2005)
- Hairasaa Asuyaa (2007)[15]
- Making me crazy (2008)[16]
- Tsagan süünii domog (2009)
- Üürd miniih gej amlač (2023)

### DVD
- Süünii Ünertei Hangai (2010)

### Sencillos
| Año  | Título                                | Compositores                                                              |
| ---- | ------------------------------------- | ------------------------------------------------------------------------- |
|      | «Эрх саран»                           |                                                                           |
|      | «Хаа ч цуг»                           | Д.Баяндалайн үг, Д.Отгонбаярын ая. Д.Отгонбаяртай хамтран дуулсан.        |
|      | «Дурлал»                              |                                                                           |
|      | «Сүүлчийн хавар»                      | Н.Батнасаны ая, А.Эрдэнэ-Очирын үг. "Madness" хамтлагтай хамтран дуулсан. |
|      | «Сэтгэл буруугүй»                     | Sally 2 цомогт багтсан                                                    |
|      | «Энэ дурлал юм уу?»                   | Дэрмээгийн үг, ая. Чоно хамтлагтай хамтран дуулсан.                       |
|      | «Чиний бодолд би байгаасай»           | Sally 2 цомогт багтсан                                                    |
|      | «Шинэ жил ирлээ»                      |                                                                           |
|      | «Сели ба хийл»                        | Б. Ангирмаагийн үг, ая.                                                   |
|      | «Дурлахыг хориглоно» жүжгийн дуу      | Ш. Гүрбазарын үг, Л. Балхжавын ая.                                        |
|      | «Үүрд минийх гэж амлаач»              | Сэрчмаагийн үг, ая. «Ганцхан чинийх» цомогт багтсан.                      |
|      | «Чи ойлго»                            | Б.Наранзуны ая. «Ганцхан чинийх» цомогт багтсан.                          |
|      | «Нууц амраг чинь болъё» жүжгийн дуу   | "BX"-ийн үг, С.Гантөрийн ая. "BX"-тэй хослон дуулсан.                     |
|      | «Making me crazy»                     | "Quiza"-тай хамтран дуулсан. «Making me crazy» цомогт багтсан             |
|      | «Жалам хар»                           | "Quiza"-тай хамтран дуулсан. «Making me crazy» цомогт багтсан             |
|      | «Гэнэт ирсэн чи»                      | «Making me crazy» цомогт багтсан                                          |
|      | «Үнэнч сэтгэл»                        | Эбитэй хослон дуулсан. «Хайрын дурсамж» цомогт багтсан.                   |
|      | «Зүрхний эрэл»                        | Цэцэнцогтын үг, Насаны ая. «Тэнгэрийн ивээл» киноны дуу                   |
| 2010 | «Дурлалыг юутай зүйрлэх вэ?»          | Л.Тайванбатын ая, З.Түмэнжаргалын үг. Л.Ган-Эрдэнэтэй хамтран дуулсан.    |
| 2010 | «Холдмооргүй байна»                   | Б.Эрдэнэцэцэгийн үг, Б. Дашдондогийн ая                                   |
| 2011 | «Сэтгэлийн драм»                      | Ч.Бүрэнжаргалийн үг, Р.Энхбазарын ая. «Ханилснаас илүү амраг» ОАК-ны дуу  |
| 2012 | «Бөмбөрцгөө хүүхдэд өгье!»            | Цэцэнцогтын үг, Г.Пүрэвдоржийн ая.                                        |
| 2012 | «Бүхнийг чамдаа үлдээе»               | Гангийн үг, ая                                                            |
|      | «Өөрөөсөө нуусан хайр минь чи байсан» | Д.Дүгэрийн үг, ая. «Хаврын арван долоон учрал» цомогт багтсан.            |
|      | «Хайрын цас минь»                     | Г. Пүрэвдоржийн ая                                                        |
| 2013 | «Ханийн дуу»                          | Баасанжаргалын үг, Болорхүүгийн ая                                        |
| 2013 | «Хайр бид хоёр (Entre-Nous)»          | Б.Эрхэмбаярын монголчилсон үгээр Шамантай хамтран дуулсан                 |